# Nelson (banda)
Nelson es una banda de rock estadounidense formada por los hermanos Matthew y Gunnar Nelson (hijos gemelos del músico Ricky Nelson). La banda logró éxito a comienzos de los años noventa con su álbum debut, After the Rain, el cual contenía su canción más reconocida y exitosa, Can't Live Without You (Love and Affection)".
Después del éxito conseguido con su álbum debut, la banda se vio envuelta en disputas con su disquera, además del decaimiento del género glam metal para dar paso al sonido grunge. Esto los llevó a romper relaciones con el sello Geffen Records en 1995. A pesar de esto, la banda continuó produciendo sus discos a través de su sello independiente, "Stone Canyon Records".

## Discografía

### Estudio
- After the Rain (Geffen 1990)
- Because They Can (Geffen 1995)
- Imaginator (Stone Canyon 1996)
- The Silence Is Broken (Stone Canyon 1997)
- Brother Harmony (Stone Canyon 1998)
- Life (Stone Canyon 1999)
- Like Father, Like Sons (Stone Canyon 2000)
- Lightning Strikes Twice (Frontiers-Stone Canyon Records 2010)
- Before the Rain (Frontiers-Stone Canyon Records 2010)
- Peace Out (Frontiers Records 2015)

### Recopilaciones
- 20th Century Masters – The Millennium Collection: The Best of Nelson (Geffen 2004)

### Directo
- Perfect Storm – After the Rain World Tour 1991 (Frontiers Records 2010)

## Nelson en la cultura popular
Nelson inspiró un dibujo animado llamado Nelson: Rock & Roll Detectives.